# Dīmītrios Tsionanīs
Dīmītrios Tsionanīs (in greco: Δημήτριος Τσιονάνης; Alistrati, 31 agosto 1961) è un ex calciatore greco naturalizzato tedesco.

## Biografia
Nato in Grecia, ma trasferitosi in Germania al seguito dei genitori nel 1970, ha giocato per buona parte della sua carriera, comprese le giovanili, nel Waldhof Mannheim.
Con la prima squadra ha giocato dal 1980 al 1991, disputando quattro stagioni in 2. Bundesliga, tre consecutive dal 1980-1981 al 1982-1983 (quest'ultima chiusa con la vittoria e la promozione in Bundesliga) e l'ultima della carriera, 1990-1991; in tutte le altre, la squadra ha militato in massima serie. Complessivamente, Tsionanis ha giocato 62 incontri in seconda serie e 146, con sei reti, in Bundesliga.
Nel 1986 ha anche disputato un incontro con la nazionale greca, divenendo il primo giocatore a vestire la maglia della rappresentativa ellenica senza aver mai militato in squadre greche.

## Palmarès

### Club

#### Competizioni nazionali
- Campionato tedesco di seconda divisione: 1

Waldof Mannheim: 1982-1983